# Kimberly (Idaho)
Kimberly é uma cidade localizada no estado americano de Idaho, no Condado de Twin Falls.

## Demografia
Segundo o censo americano de 2000, a sua população era de 2614 habitantes.
Em 2006, foi estimada uma população de 2782, um aumento de 168 (6.4%).

## Geografia
De acordo com o United States Census Bureau tem uma área de
2,1 km², dos quais 2,1 km² cobertos por terra e 0,0 km² cobertos por água. Kimberly localiza-se a aproximadamente 1237 m acima do nível do mar.

## Localidades na vizinhança
O diagrama seguinte representa as localidades num raio de 24 km ao redor de Kimberly.